# Christian Petersen (Footballspieler)
Christian Petersen (* 6. Juni 1983) ist ein ehemaliger deutscher Footballspieler.

## Laufbahn
Petersen begann 1994 mit dem American Football und durchlief die Jugendabteilung der Braunschweig Lions. Er trug von 2002 bis 2017 das Trikot der Braunschweiger Herrenmannschaft. Er wurde in dieser Zeit acht Mal deutscher Meister (2005, 2006, 2007, 2008, 2013, 2014, 2015, 2016) sowie 2003, 2015, 2016 und 2017 Eurobowl-Sieger. Deutscher Vizemeister wurde Petersen mit den Niedersachsen in den Jahren 2002, 2003, 2004 und 2017, im Eurobowl musste er sich mit der Mannschaft 2002 und 2014 geschlagen geben. Petersen (1,78 Meter groß und 92 Kilogramm schwer) bekleidete die Position des Defensive Backs. Anfang August 2017 stellte er mit seinem 242. bestrittenen Spiel eine Vereinsbestmarke auf. Petersen kam zu Länderspielen für die deutsche Nationalmannschaft, nahm aber an keinem großen Turnier (EM, WM oder World Games) teil.